# Зейн Френсіс-Ангол
Зейн Себастіан Френсіс-Ангол (англ. Zaine Sebastian Francis-Angol, нар. 30 червня 1993, Волтем-Форест) — антигуанський футболіст, лівофланговий захисник або півзахисник клубу «Борем Вуд». Виступав, зокрема, за клуби «Мотервелл» та «Аккрінгтон Стенлі».
Народився в Англії, але на міжнародному рівні вирішив представляти національну збірну Антигуа і Барбуди

## Клубна кар'єра
Народився 30 червня 1993 року в місті Волтем-Форест. Перші футбольні кроки робив у «Афеві Академі». потім навчався в молодіжній академії «Тоттенгем Готспур», де виступав за резервну команду (U-23). У липні 2011 року підписав контракт з «Мотервеллом». У сезоні 2012/13 років регулярно грав за «Мотервелл U-19», але за першу команду не виступав. Завдяки вдалим виступав за юнацьку команду підписав новий контракт з командою
Дебютував за першу команду 8 серпня 2012 року, вийшовши на заміну в другому таймі програного (0:3) поєдинку третього кваліфікаційного раунду Ліги чемпіонів проти «Панатінаїкоса».
18 січня 2013 року Зейн підписав новий контракт з «Мотервеллом», за яким повинен був залишатися на «Фір-Парк» до літа 2015 року. Дебютним голом за команду відзначився 29 грудня 2013 року в переможному (5:1) поєдинку проти «Партік Тісл».
2 червня 2015 року «Мотервелл» оголосив, що Френсіс-Ангол потрапив до списку гравців, які залишать клуб, оскільки термін дії його контракту завершився
2 жовтня 2015 року підписав короткострокову угоду з «Кіддермінстер Гаррієрс», за якою повинен був виступати в команді до січня 2016 року. Відзначився за новий клуб вже в першому ж матчі після виходу зі стартового складу, в нічийному (1:1) домашньому поєдинку проти «Борем Вуд».
6 червня 2017 року уклав 2,5-річний контракт з представником Національної ліги «Фільде». У липні 2019 року приєднався до клубу «Аккрінгтон Стенлі», з яким уклав 1-річну угоду. 24 червня 2020 року було оголошено, що Френсіс-Ангол покине «Акрінгтон Стенлі».
До складу клубу «Борем Вуд» приєднався 2020 року. Станом на 24 грудня 2020 року відіграв за клуб з Боремвуда 6 матчів в національному чемпіонаті.

## Виступи за збірну
31 серпня 2012 року уродженець Лондона Зейн Френсис-Ангол отримав виклик до національної збірної Антигуа і Барбуда на поєдинок кваліфікації чемпіонату світу проти Гватемали й дебютував у збірній у стартовому складі програного (1:3) поєдинку проти вище вказаного суперника. Отримав право грати за Антигуа і Барбуда, оскільки його мати народилася у вище вказаній країні.

## Статистика виступів

### Клубна
Станом на 21 листопада 2017
| Клуб                     | Сезон   | Ліга                    | Ліга  | Ліга | Національний кубок | Національний кубок | Кубок ліги | Кубок ліги | Інші  | Інші | Загалом | Загалом |
| Клуб                     | Сезон   | Дивізіон                | Матчі | Голи | Матчі              | Голи               | Матчі      | Голи       | Матчі | Голи | Матчі   | Голи    |
| ------------------------ | ------- | ----------------------- | ----- | ---- | ------------------ | ------------------ | ---------- | ---------- | ----- | ---- | ------- | ------- |
| «Мотервелл»              | 2012–13 | Прем'єр-ліга Шотландії  | 22    | 0    | 2                  | 0                  | 1          | 0          | 2     | 0    | 27      | 0       |
| «Мотервелл»              | 2013–14 | Прем'єршип Шотландії    | 33    | 3    | 1                  | 0                  | 2          | 0          | 2     | 0    | 38      | 3       |
| «Мотервелл»              | 2014–15 | Прем'єршип Шотландії    | 11    | 0    | 1                  | 0                  | 0          | 0          | 1     | 0    | 13      | 0       |
| «Мотервелл»              | Загалом | Загалом                 | 66    | 3    | 4                  | 0                  | 3          | 0          | 5     | 0    | 78      | 3       |
| «Кіддермінстер Гаррієрс» | 2015–16 | Національна ліга        | 26    | 1    | 1                  | 0                  | —          | —          | 1     | 0    | 28      | 1       |
| «Кіддермінстер Гаррієрс» | 2016–17 | Національна ліга Північ | 34    | 0    | 4                  | 0                  | —          | —          | 4     | 0    | 42      | 0       |
| «Кіддермінстер Гаррієрс» | Загалом | Загалом                 | 60    | 1    | 5                  | 0                  | —          | —          | 5     | 0    | 70      | 1       |
| «Фільде»                 | 2017–18 | Національна ліга        | 26    | 1    | 4                  | 0                  | —          | —          | 0     | 0    | 30      | 1       |
| Загалом                  | Загалом | Загалом                 | 152   | 5    | 13                 | 0                  | 3          | 0          | 10    | 0    | 178     | 5       |

1. ↑  По одному матчі в Лізі чемпіонів та Лізі Європи
2. 1 2  Матчі в Лізі Європи
3. ↑  Матчі в Трофеї ФА

## Досягнення
«Фільде»
- Трофей Футбольної Асоціації
  -  Володар (1): 2018/19[12]